# Birnhäusle
Birnhäusle ist ein Weiler der Gemeinde Ellenberg im Ostalbkreis in Baden-Württemberg.

## Beschreibung
Der Ort liegt etwa eineinhalb Kilometer nördlich von Ellenberg im Tal des Gerbachs entlang einer Gemeindeverbindungsstraße. Nördlich des Weilers fließt der Selchengraben, der dicht am Ortsrand in den Gerbach mündet. Der Weiler liegt in einem schmalen Streifen offener Flur zwischen Wäldern im Westen und Südosten, der die Rodungsinseln der Ellenberger Weiler Georgenstadt im Südwesten und Breitenbach im Nordosten verbindet. Der letztgenannte Ort schließt gleich am anderen Ufer des Selchengrabens baulich an.
Im Untergrund liegt Stubensandstein (Löwenstein-Formation), in welchen teilweise Schwemmland entlang dem Gerbach ein- und pleistozäne Terrassensedimente aufgelagert sind. Naturräumlich gehört der Ort zum Unterraum Dinkelsbühler Hügelland im Dinkelsbühler und Feuchtwanger Hügelland des Mittelfränkischen Beckens.

## Geschichte
Die erste Erwähnung des Ortes geht auf das Jahr 1733 zurück, als der Ort „Bürenhäußlen“ hieß. Der Ort gehörte zu dieser Zeit der Fürstprobstei Ellwangen.